# 浙江大学信息与电子工程学院
浙江大学信息与电子工程学院（简称信电学院）是浙江大学的一个学院，属于信息学部。

## 概况
- 2个一级学科博士点：电子科学与技术、信息与通信工程
- 6个二级学科博士点：物理电子学、电路与系统、微电子学与固体电子学、电磁场与微波技术、通信与信息系统、信号与信息处理
- 2个博士后流动站：电子科学与技术、信息与通信工程
- 国家重点学科：通信与信息系统
- 浙江省重点学科：信号与信息处理、物理电子学、微电子学与固体电子学[1]

现有135名教职工，其中35名教授（研究员）。有1名中国工程院院士、3名国家特聘专家（千人计划）、2名长江学者、1名求是特聘教授、7名教育部新世纪优秀人才支持计划入选者。

## 研究机构
- 信息与通信工程研究所
- 电子信息技术与系统研究所
- 微电子与光电子研究所
- 电子电路与信息系统研究所
- 浙江省综合信息网技术重点实验室
- 数据科学与工程研究中心
- 先进射频与纳米系统研究中心
- 首批国家集成电路人才培养基地
- 信息与电子工程实验教学中心
- 浙江大学工程电子设计基地为国家实验教学示范中心

信电系曾获1项国家自然科学奖、1项国家技术发明奖、7项国家科技进步奖。